# La Fugue (bande dessinée)
Pour les articles homonymes, voir La Fugue et Fugue (homonymie).
La Fugue est un album de bande dessinée québécois de Pascal Blanchet paru en 2005 aux éditions La Pastèque.

## Distinction
- Prix Bédélys Québec 2005 - Meilleur album québécois de l'année.